# Fauve Azur
Actualités
Fauve Azur Elite est un club de football camerounais basé à Yaoundé fondé en 2015.

## Histoire
Le club est fondé en 2015 en Ligue régionale pour la section jeune, la section professionnelle est instaurée en 2020 lors du rachat d’AS Etoa-Meki par le Président Norbert Nya Nkamenjo, le club prend le nom de Fauve Azur Elite.
Le club est promu en Elite One pour la saison du Championnat du Cameroun de football 2021-2022.